# Placocarpa
Placocarpa  es un género de plantas con flores perteneciente a la familia de las rubiáceas. Incluye una sola especie: Placocarpa mexicana Hook.f. in G.Bentham & J.D.Hooker (1873).
Es nativo de México.